# مالكوم سميث (فنان)
مالكوم سميث (بالإنجليزية: Malcolm Smith)‏ هو فنان أمريكي، ولد في 1910، وتوفي في 1966.

## معرض صور

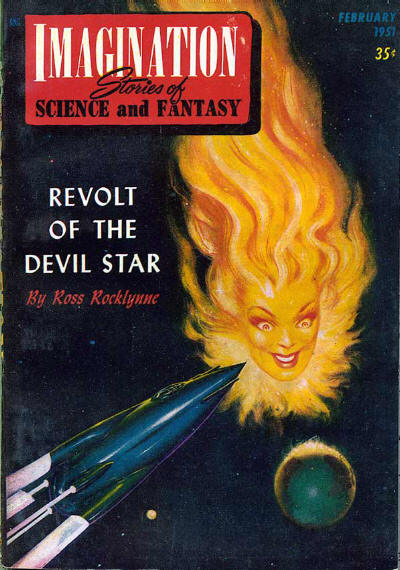
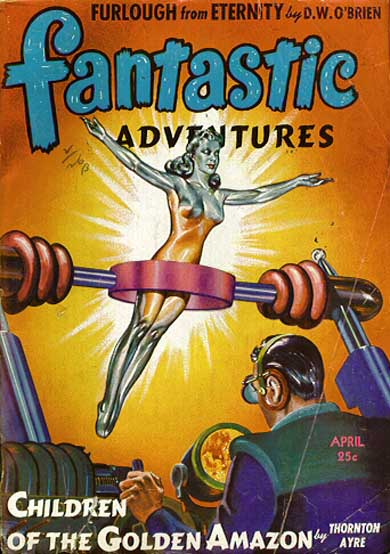
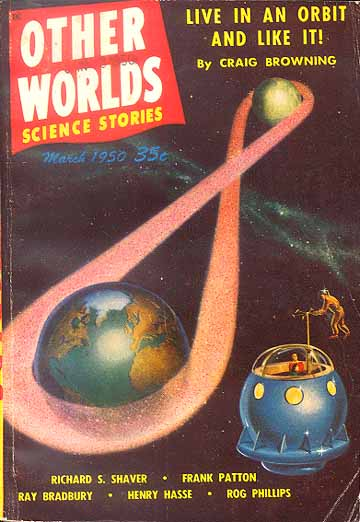
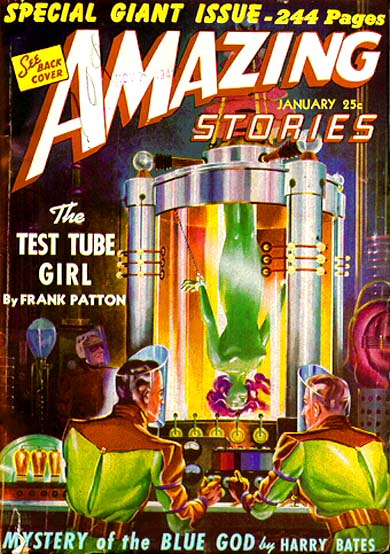